# Hast Du Töne?
Hast Du Töne? ist eine deutsche Musikratesendung des Fernsehsenders VOX, moderiert von Matthias Opdenhövel.
Es wurden 333 Folgen der Originalsendung gezeigt.
Im Jahr 2024 lief eine Neuauflage der Originalsendung auf dem Fernsehsender Sat.1, die erneut von Matthias Opdenhövel moderiert wurde.

## Konzept
Vier Kandidaten treten gegeneinander an, um Titel von Musikstücken zu erraten.
Die Sendung basiert auf dem Format Name That Tune, das seit 1953 weltweit läuft.

## Spielrunden
1. Runde: Die Kandidaten treten nacheinander an und müssen jeweils einen Musiktitel so schnell wie möglich erkennen. Der langsamste Kandidat scheidet aus.
2. Runde: Die Kandidaten müssen an einer Spieltafel Aufgaben aus vier Kategorien  rund um die Musik durch schnelles Buzzern lösen. Bei einer falschen Antwort wird der Kandidat für die nächste Frage gesperrt. Der Kandidat, der am Ende der Runde am wenigsten Punkte machen konnte, scheidet aus.
3. Runde: Der Moderator gibt eine Umschreibung des gesuchten Liedes. Danach setzen die Kandidaten, bei wie vielen angespielten Tönen sie meinen, die Melodie noch erraten zu können. Angefangen bei zehn Tönen bis runter auf einen einzigen Ton. Der Kandidat mit der niedrigeren Setzzahl bekommt nun genau so viele Töne der Melodie vorgespielt und muss danach das zugehörige Stück erraten. Wer nach fünf Musiktiteln mehr Punkte machen konnte, gewinnt.
Finalrunde: Der Finalist muss innerhalb von 30 Sekunden mindestens sechs von sieben Musiktiteln erraten.

## Gewinne
Die ausgeschiedenen Kandidaten erhielten einen eventim-Konzertgutschein (1. Runde), ein schnurloses Hagenuk-Telefon (2. Runde), einen schnurlosen Kopfhörer (3. Runde).
Als Gewinn erhielt der Finalist eine viertägige Reise in eine europäische Metropole. Falls er weniger als sechs Musiktitel erriet, erhielt er als Trostpreis einen höherwertigen Konzertgutschein sowie einen schnurlosen Kopfhörer.

## Bands
- Sox Machine (die ersten ca. 60 Shows)
- Tönlein Brillant (nach Sox Machine, 200 Shows)
- Tonvater Jahn (im Wechsel mit TB ca. 70 Shows)

## Specials
Es gab gelegentlich Specials, in denen prominente Kandidaten um 5000 DM für eine Musiktherapiestiftung spielten.

## Neuauflagen

### Let the Music Play – Das Hit Quiz
Ab 2021 produzierte Banijay Productions Germany für Sat.1 unter dem Titel Let the Music Play – Das Hit Quiz eine Neuauflage der Show mit Amiaz Habtu als Moderator. Die Neuauflage wurde in der ersten Staffel vom 9. August 2021 bis zum 1. Oktober um 19 Uhr auf Sat.1 ausgestrahlt. Am 23. September 2021 war eine zweite Staffel in Auftrag gegeben worden, die auch zwei Promi-Specials beinhaltete.

### Hast Du Töne? (2024–2025)
Im März 2024 wurde die Neuauflage des Originals mit ursprünglichem Titel, Moderator und Band aufgezeichnet, diesmal allerdings mit drei Rateteams, die aus je zwei Prominenten bestanden. Die Ausstrahlung der sechs Folgen erfolgte jeweils donnerstags vom 30. Mai bis 11. Juli um 20.15 Uhr in Sat.1. Im März 2025 wurde die zweite Staffel der Neuauflage von Hast Du Töne aufgezeichnet. Die Ausstrahlung erfolgt ab 17. Juli 2025.

#### Konzept
In jeder der sechs Folgen treten drei Teams gegeneinander an. Gespielt wird in jeder Folge um bis zu 25.000 Euro Preisgeld, das am Ende eine Person aus dem Publikumsblock des Gewinnerteams gewinnt. In der ersten Staffel (2024) wurden die Teams von Smudo, Nora Tschirner und Lutz van der Horst angeführt, die jeweils von einem weiteren, stets wechselnden, Prominenten unterstützt wurden. In der zweiten Staffel (2025) sind Caroline Frier, Riccardo Simonetti und Rick Kavanian die Teamkapitäne. Die Gewinnsumme beträgt max. 30.000 €, die auf die Zuschauer im Gewinnerblock aufgeteilt werden.